# Microsicus variegata
Microsicus variegata là một loài bọ cánh cứng trong họ Zopheridae. Loài này được LeConte miêu tả khoa học năm 1858.